# Tolérance immunitaire durant la grossesse
La tolérance immunitaire pendant la grossesse ou « tolérance fœto-maternelle » est un phénomène induit par l'embryon-fœtus afin que ce dernier ne soit pas attaqué par les défenses immunitaires de sa mère, malgré la différence de complexe majeur d'histocompatibilité (CMH) et donc le potentiel antigénique immunisant que cela représente en temps normal (ex : rejet de greffes, élimination de cellules virolées ou tumorales, etc). Cette différence antigénique par rapport à la mère est naturellement due à l'expression du génome d'origine paternelle.

## Mécanismes
La tolérogenèse qui se manifeste ici est temporaire. Ainsi une souris gravide supporte des greffes issues du père de sa progéniture à naître, alors que ces greffons seront rejetées par le corps de la femelle après la mise bas.
Parmi les mécanismes d'induction et maintien de cette tolérance maternelle au fœtus (= non-soi pour le système immunitaire maternel), on relève l'expression d'un CMH propre à la condition fœtale (HLA-G) qui ne sera plus exprimé après la naissance.
Sont aussi impliqués des lymphocytes T régulateurs périphériques (pTreg), appelés ainsi en raison de leur voie de différenciation extrathymique/périphérique. Ces cellules sont une spécificité euthérienne.
De même, les hormones jouent quelques rôles clés qui influencent l'évolution immunitaire des lignées euthériennes :
- La progestérone diminue la réponse immunitaire innée (macrophages, cellules NK).
- L'œstradiol à faible dose tend à promouvoir la cytotoxicité de cellules immunitaires type NK ou granzyme B mais à forte dose, elle a un effet de frein sur cette même réponse.
- L'œstriol, véritable clé de voûte de la tolérance immunitaire maternelle durant la grossesse, est une hormone spécifiquement et uniquement exprimée durant la gestation, comptant pour 90 % des œstrogènes sécrétés au cours de la grossesse. Son impact est à large spectre : augmentation des cytokines anti-inflammatoires (IL-5), diminution des cytokines pro-inflammatoires (TNF-α, IFN-γ), diminution des effectifs en CD4+ et CD8+ T, augmentation de la réponse auto-immune...

## Dérégulations
En cas de mauvaise régulation gestationnelle de l'immunité maternelle, les conséquences pour l'embryon-fœtus sont préoccupantes à létales, pouvant conduire à une fausse-couche spontanée (s'entend comme non-causée par un traumatisme physique ni une maladie de la mère). 
Des études mettent en évidence l'implication de perturbations de la cascade de régulation du complément sanguin dans certaines de ces fausses-couches. Certaines cellules NK peuvent même s'attaquer directement aux trophoblastes.
La mère peut aussi pâtir d'une toxémie gravidique.

## Autres implications
Cette nécessaire tolérance au fœtus induit de facto une plus grande susceptibilité générale des femelles :
- aux maladies infectieuses[6],[7] ;
- aux maladies auto-immunes[7].

Certains endoparasites détournent ces mêmes mécanismes de tolérance au fœtus afin d'échapper au système immunitaire de leur hôte placentaire (à ne pas confondre avec les mécanismes de tolérance spécifique au stress causé par l'infection/invasion d'un pathogène).
L'une des implications parmi les plus célèbres auprès du grand public, reste l'augmentation de susceptibilité et d'aggravation des maladies infectieuses chez les femmes enceintes -- implicitement : la grossesse est un état qui fragilise les femelles placentaires face aux pathogènes de toute sorte.